# John Whelan
John Whelan is een Iers/Amerikaanse accordeonist en componist. Hij werd geboren in Dunstable, Engeland maar groeide op omringd door de traditionele muziek van Ierland. Zijn eerste album Pride of Wexford ontstond reeds op vijftienjarige leeftijd.
Hij trok naar de Verenigde Staten in 1980 en vormde daar een duo met violiste Eileen Ivers. Zijn solo-album From the Heart is van 1991.
Daarna volgden de andere albums elkaar snel op.
1997 vormde hij de John Whelan Band met Flynn Cohen, gitaar, Tom Wetmore, bas en Jim Eagan viool.
Zijn laatste album, Come to Dance, werd opgenomen in de St. Gabrielskerk in zijn woonplaats Milford, Connecticut.

## Discografie
- Pride of Wexford
- From the Heart  - 1991
- Celtic Reflections – 1996
- Celtic Crossroads – 1997
- Flirting with the Edge -  1998
- Come to Dance – A Celtic Tradition – 1999
- Celtic Fire – 2001
- Celtic Roots – 2002